# Ian Blair
Ian Blair (Chester, Reino Unido, 19 de marzo de 1953 — 9 de julio de 2025) fue el Comisionario de la Policía Metropolitana de Londres. Se hizo cargo del puesto el 1 de febrero de 2005, sustituyendo a Sir John Stevens y dimitió el 2 de octubre de 2008, a raíz de la muerte a manos de sus subordinados de Jean Charles de Menezes y bajo acusaciones de racismo. 

## Biografía
Ian Blair estudió en el Wrekin College (Shropshire), Harvard High School, Los Ángeles y Christ Church (Oxford) donde estudió lengua y literatura inglesas. Comenzó su carrera de policía en 1974 como policía de la zona del Soho en Londres. Fue conmemorado con la Queen's Police Medal en 1999 y recibió un título de caballero en el Queen's Birthday Honours en 2003 por sus servicios ofrecidos a la policía.
En 2005, la fama de Ian Blair aumentó considerablemente cuando se ocupó de hacer las declaraciones durante los atentados del 7 de julio de 2005 en Londres, y los del 21 de julio.
Sir Ian fue el Comisionario de la Policía Metropolitana y jefe de Scotland Yard en el momento de la muerte de Jean Charles de Menezes. Se realizaron peticiones a favor de su dimisión, especialmente por Alessandro Pereira, un primo de Menezes, un electricista brasileño de 27 años de edad al que habían confundido con un terrorista y que murió a manos de la policía. Con posterioridad fue acusado de racismo y trato de favor a determinadas empresas lanzadas por dos altos oficiales de Scotland Yard. Finalmente presentó su dimisión el 2 de octubre de 2008.
A pesar de compartir un apellido común, Ian Blair no tiene parentesco alguno con Tony Blair, el ex primer ministro del Reino Unido.